# ضريبة الكربون

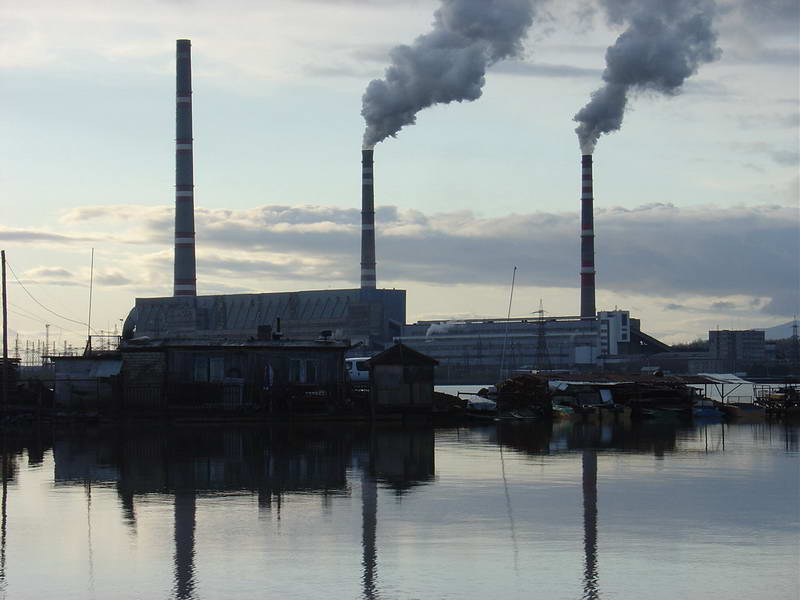

ضريبة الكربون (بالإنجليزية: Carbon tax)‏، هي ضريبة تُفرض على محتوى الكربون في الوقود. وهي شكلٌ من أشكال تسعير الكربون. الكربون موجود في كل وقود هيدروكربوني (الفحم، البترول، والغاز الطبيعي) ويتحول إلى ثاني أكسيد الكربون وغيرها من الغازات عند احتراقها. وعلى النقيض من ذلك، فإن مصادر الطاقة غير الاحتراق - الرياح، وأشعة الشمس، والطاقة الحرارية الأرضية، والطاقة المائية، والطاقة النووية لا تحول الهيدروكربونات ثاني أكسيد الكربون.
وتقدم ضريبة الكربون فوائد اجتماعية واقتصادية. وهي ضريبة تزيد الإيرادات دون إحداث تغيير كبير في الاقتصاد مع تعزيز أهداف سياسة تغير المناخ في الوقت ذاته. والهدف من ضريبة الكربون هو خفض المستويات الضارة وغير المواتية لانبعاثات ثاني أكسيد الكربون، مما يبطئ من تغير المناخ وآثاره السلبية على البيئة وصحة الإنسان.
وتوفر ضرائب الكربون وسيلة فعالة من حيث التكلفة للحد من انبعاثات غازات الدفيئة. ومن الناحية الاقتصادية، فهي تساعد على معالجة مشكلة انبعاثات غازات الدفيئة التي لا تواجه التكلفة الاجتماعية الكاملة لأعمالها. ويمكن أن تكون ضرائب الكربون ضريبية تراجعية، لأنها قد تؤثر بشكل مباشر أو غير مباشر على الفئات ذات الدخل المنخفض بشكل غير متناسب. ويمكن معالجة الأثر التراجعي لضرائب الكربون عن طريق استخدام الإيرادات الضريبية لصالح الفئات المنخفضة الدخل.
وقد نفذ عدد من البلدان ضرائب على الكربون أو ضرائب على الطاقة تتصل بمحتوى الكربون. ويتم فرض معظم الضرائب ذات الصلة بالبيئة التي لها آثار على انبعاثات غازات الدفيئة في بلدان منظمة التعاون والتنمية في الميدان الاقتصادي على منتجات الطاقة والسيارات.

## خلفية
يعدّ ثاني أكسيد الكربون من الغازات الدفيئة العديدة المسببة للاحتباس الحراري (تشمل الغازات الأخرى الميثان وبخار الماء) والتي تنبعث نتيجة الأنشطة البشرية. هناك إجماع علمي على كون انبعاثات غازات الاحتباس الحراري التي يسببها الإنسان السبب الرئيسي للاحتباس الحراري، وأن ثاني أكسيد الكربون هو أهم غازات الدفيئة بشرية المنشأ. ينتج 27 مليار طن من ثاني أكسيد الكربون عن طريق النشاط البشري في جميع أنحاء العالم سنويًا. يمكن رصد التأثير الفيزيائي لثاني أكسيد الكربون في الغلاف الجوي كتغيير في توازن طاقة نظام الأرض والغلاف الجوي، أي التأثير الإشعاعي لثاني أكسيد الكربون.
اقترح ديفيد جوردون ويلسون ضريبة الكربون لأول مرة في عام 1973. ركزت سلسلة من المعاهدات والاتفاقيات الأخرى الاهتمام على التغير المناخي. التزمت البلدان بالحد من انبعاثات غازات الاحتباس الحراري على مدى العقود التالية، في اتفاقية باريس لعام 2015.
تمتلك غازات الدفيئة المختلفة خصائص فيزيائية مختلفة: احتمالية الاحترار العالمي مقياس معتمد دوليًا لتكافؤ غازات الاحتباس الحراري الأخرى في وحدات الطن من مكافئ ثاني أكسيد الكربون.

## النظرية الاقتصادية
يميل خبراء الاقتصاد إلى الجدال حول مسألة التغير المناخي بقدر غيرها من القضايا. ولكن حيال المسألة الأكبر على الإطلاق، يميلون إلى الاتفاق أيًا كانت قناعاتهم السياسية. يصر هؤلاء الخبراء على أن أفضل طريقة لمعالجة التغير المناخي تتلخص في فرض ضريبة عالمية على الكربون. صحيفة ذي إيكونوميست، 28 نوفمبر 2015
ضريبة الكربون شكل من أشكال ضريبة التلوث. خلافًا للتنظيمات التقليدية للتحكم والإشراف، التي تحد أو تحظر صراحةً الانبعاثات من جانب كل ملوث بمفرده، فإن ضريبة الكربون تهدف إلى السماح لقوى السوق بتحديد أكثر الطرق فعالية للحد من التلوث. ضريبة الكربون هي ضريبة غير مباشرة (ضريبة معاملة)، بخلاف الضريبة المباشرة التي تفرض على الدخل. ضرائب الكربون أدوات تسعيرية؛ إذ إنها تحدد سعرًا بدلًا من حد للانبعاثات. إضافة إلى خلقها حوافز للحفاظ على الطاقة، تضع ضريبة الكربون الطاقات المتجددة مثل طاقة الرياح والطاقة الشمسية والطاقة الحرارية الجوفية على قاعدة أكثر تنافسية.
ضمن النظرية الاقتصادية، يعتبر التلوث عاملًا خارجيًا سلبيًا، وهو أثر سلبي على طرف ثالث غير مشارك بصورة مباشرة في المعاملة، وهو نوع من أنواع فشل السوق. لمواجهة هذه القضية، اقترح الخبير الاقتصادي آرثر بيغو فرض ضريبة على السلع (في هذه الحالة أشكال الوقود الهيدروكربوني)، التي كانت مصدرًا لانبعاثات ثاني أكسيد الكربون، بحيث تعكس بدقة تكاليف السلع بالنسبة للمجتمع، وبالتالي استيعاب تكاليف الإنتاج. تسمى الضريبة على الأثر السلبي المنبعث بالضريبة البيغوفية، والتي تنبغي أن تساوي التكلفة.
ضمن إطار بيغو، فإن التغيرات التي ينطوي عليها الأمر هامشية، إذ يفترض أن حجم الانبعاثات الخارجية صغير بما يكفي لعدم تشويه الاقتصاد. يزعم أن تغير المناخ يؤدي إلى تغيرات (غير هامشية). تعني عبارة «غير هامشية» أن الأثر يمكن أن يخفض كثيرًا من الرفاه ومعدل نمو الدخل. يسود الجدل النقاش حول كمية الموارد التي ينبغي تخصيصها للتخفيف من آثار تغير المناخ. يمكن للسياسات المصممة للحد من انبعاثات الكربون أن يكون لها أثر غير هامشي، ولكن من المؤكد أنها ليست كارثية.
يوجد زوج من البدائل الاقتصادية لضرائب الكربون؛ تجارة الانبعاثات والدعم الحكومي.

## استراتيجيات التخفيض الأخرى

### تقاسم الركوب
تشجع ضرائب الوقود وضرائب الكربون تقاسم الركوب. يقدم تقاسم الركوب مزايا إضافية تتمثل في المساعدة على تقليل وقت التنقل وتقليل معدلات حوادث السيارات وزيادة المدخرات الشخصية وتحسين نوعية الحياة. تشمل العيوب تكلفة الإنفاذ، وزيادة التوقيف من قبل الشرطة، والمقاومة السياسية من زيادة مشاركة الحكومة في الحياة اليومية.

### ضرائب البترول (البنزين والديزل ووقود الطائرات)
تفرض العديد من الدول ضريبة مباشرة على الوقود: إذ تفرض المملكة المتحدة رسوم زيت الهيدروكربون مباشرة على زيوت المركبات الهيدروكربونية، بما في ذلك البنزين ووقود الديزل.
تواجه كفاءة الضريبة المباشرة التي ترسل إشارة واضحة إلى المستهلك، تحديات في التأثير على استخدام الوقود للمستهلكين، لأسباب منها:
- التأخيرات المحتملة التي قد تمتد لعقد أو أكثر، من أجل استبدال المركبات غير الفعالة بطرازات أحدث، وتصفية الطرز القديمة التي يبطل استخدامها.
- الضغوط السياسية التي تثني صانعي السياسات عن زيادة الضرائب.
- العلاقة المحدودة بين قرارات المستهلك بشأن الاقتصاد في استهلاك الوقود وأسعار الوقود. قد تكون الجهود الأخرى، مثل معايير كفاءة الوقود، أو تغيير قواعد ضريبة الدخل بما يخص المزايا الخاضعة للضريبة، أكثر فعالية.
- استخدام ضرائب الوقود تاريخيًا كمصدر للإيرادات العامة، بالنظر إلى مرونة أسعار الوقود المنخفضة، مما يسمح بمعدلات أعلى دون تقليل كميات الوقود. قد يكون منطق السياسة غير واضحًا في ظل هذه الظروف.

قد تقلل ضرائب وقود المركبات من «الأثر الارتدادي» الذي يحدث عندما تتحسن كفاءة السيارة. يمكن للمستهلكين القيام برحلات إضافية أو شراء مركبات أثقل وأقوى، مما يعوض مكاسب الكفاءة.

## التأثير
تظهر الأبحاث أن ضرائب الكربون تقلل بشكل فعال من انبعاثات غازات الدفيئة. يؤكد معظم الاقتصاديين أن ضرائب الكربون هي الطريقة الأكثر كفاءة وفعالية للحد من التغير المناخي، بأقل الآثار الاقتصادية السلبية.
بينت إحدى الدراسات نجاح ضريبة الكربون في خفض انبعاثات ثاني أكسيد الكربون من النقل بنسبة 11% في السويد. وجدت دراسة في كولومبيا البريطانية عام 2015 أن الضرائب خفضت انبعاثات غازات الاحتباس الحراري بنسبة 5-15%، بآثار اقتصادية عامة ضئيلة.
وجدت دراسة في كولومبيا البريطانية عام 2017 أن الصناعات قد استفادت بشكل عام من الضرائب «والزيادات السنوية الصغيرة في التوظيف والتي بلغت دلالتها الإحصائية نسبة 0.74%» إلا أن الصناعات كثيفة الكربون والحساسة للتجارة تأثرت سلبًا.
أظهرت دراسة أجريت عام 2020 حول ضرائب الكربون في الديمقراطيات الغنية أن ضرائب الكربون لم تحد من النمو الاقتصادي.
خلصت عدة دراسات إلى أن ضريبة الكربون ستضر الأسر الفقيرة أكثر من الأسر الغنية، في حال عدم زيادة المزايا الاجتماعية والإعفاءات الضريبية. عارض جيلبرت إي ميتكالف فكرة أن ضرائب الكربون ستكون رجعية في الولايات المتحدة.